# Gelae
Pour l’article homonyme, voir Gelae (tribu scythe).
Genre
Gelae est un genre de coléoptères de la famille Leiodidae. Ces coléoptères se trouvent dans différentes régions d'Amérique centrale et d'Amérique du Nord. Ils sont petits et arrondis, se nourrissant de moisissures visqueuses. 
Ils ont été initialement placés dans le genre Agathidium à la suite sz la découverte de la première espèce, Gelae cognatum, en 1878. La position taxonomique a été révisée avec la description des nouvelles espèces en 2004 par les entomologistes américains Kelly B. Miller (d) et Quentin D. Wheeler. Lors de la création du nouveau genre, les cinq nouvelles espèces sont Gelae baen (ressemblant à "jelly bean"), Gelae belae ("jelly belly"), Gelae donut ("jelly donut"), Gelae fish ("jelly fish" ") et Gelae rol ("jelly roll"),.

## Liste d'espèces
Selon BioLib (7 février 2021) :
- Gelae baen Miller & Wheeler, 2004
- Gelae belae Miller & Wheeler, 2004
- Gelae cognatum (Matthews, 1887)
- Gelae donut Miller & Wheeler, 2004
- Gelae fish Miller & Wheeler, 2004
- Gelae parile (en) (Fall, 1934)
- Gelae parvulum (LeConte, 1878)
- Gelae rol Wheeler & Miller, 2004

## Publication originale
- (en) Kelly Bryce Miller et Quentin D. Wheeler, « Two New Genera of Agathidiini from the Nearctic and Neotropical Regions (Coleoptera: Leiodidae) », The Coleopterists Bulletin, The Coleopterists Society (d), vol. 58, no 4,‎ décembre 2004, p. 466-487 (ISSN 0010-065X et 1938-4394, DOI 10.1649/633).